# Danilia angulosa
Danilia angulosa is een slakkensoort uit de familie van de Chilodontaidae. De wetenschappelijke naam van de soort is voor het eerst geldig gepubliceerd in 2005 door Vilvens & Héros.